# Irmãos Verdades
Irmãos Verdades é uma banda de Angola.

## Percurso
No início da sua carreira, os seus elementos trabalharam como bailarinos noutras bandas. Passados alguns anos houve uma separação no grupo e seguiram carreira musical como banda de acompanhamento de Raúl Indipwo (ex-Duo Ouro Negro). Os Irmãos Verdades foram criados em Valongo, local de residência de dois dos membros. Depois gravaram o seu primeiro trabalho que obteve um grande sucesso em Portugal, Angola, Honduras, Cabo Verde e Moçambique.

Até aos dias de hoje já produziram mais de oito álbuns de originais bem como vários singles e compilações. Dos seus álbuns destacam-se grandes sucessos como, Yolanda, Isabella, Yara, Amar-te Assim. Actuaram com sucesso em França, Luxemburgo, Países Baixos, Reino Unido, Alemanha, Portugal e nos PALOP. Já receberam vários Discos de Ouro e Discos de Platina.

## Discografia
- - Saudades de África, 1993
  - Fusão, 1997
  - Apaixonados, 1999
  - Só + 1 Beijo, 2001
  - Best of, 2003
  - 5, 2005
  - Verdades 10 Anos, 2007
  - Cocktail, 2008
  - Ao Vivo no Coliseu, 2009
  - África a Dançar, 2009
  - Afrodisíaco, 2012
  - Irmãos Verdades, 2016